# Австрія на літніх Олімпійських іграх 2000
Австрія на літніх Олімпійських іграх 2000 була представлена 92 спортсменами в 17 видах спорту.

## Медалісти
| Медаль | Спортсмен                         | Вид              | Дисципліна   |
| ------ | --------------------------------- | ---------------- | ------------ |
| Золото | Роман Гаґара Ганс-Петер Штайнахер | вітрильний спорт | Торнадо      |
| Золото | Крістоф Зібер                     | вітрильний спорт | Містраль     |
| Срібло | Штефані Граф                      | легка атлетика   | біг на 800 м |